# Laura Feiersinger
Laura Feiersinger (Saalfelden, 5 april 1993) is een voetbalspeelster uit Oostenrijk. Ze speelt als middenvelder voor 1. FC Köln in de Bundesliga.

## Clubcarrière
Feiersinger begon haar voetbalcarrière in haar geboorteland Oostenrijk, waar ze onder meer voor USK Hof en SKV Altenmarkt speelde. In 2010 maakte ze de overstap naar FC Bayern München, waar ze uitkwam voor het tweede elftal en al snel werd opgenomen in het eerste team. Met Bayern München won ze in het seizoen 2011/12 de DFB-Pokal. Na haar periode in München, kwam Feiersinger twee seizoenen uitgroeide voor SC Sand.
In de zomer van 2016 vertrok Feiersinger naar 1. FFC Frankfurt, waar ze in twee seizoenen uitgroeide tot een vaste waarde op het middenveld. Na de fusie van de vrouwenafdeling met Eintracht Frankfurt in 2020 bleef ze bij de club actief. Tijdens haar tijd in Frankfurt ontwikkelde ze zich tot een van de meest ervaren speelsters in de Bundesliga en speelde ze meer dan 130 competitiewedstrijden voor beide clubs samen.
In 2023 tekende Feiersinger een contract bij het Italiaanse AS Roma. In de Italiaanse hoofdstad had ze een groot aandeel in het behalen van de landstitel en de Coppa Italia in het seizoen 2023/24. Ook kwam ze uit in de Champions League.
Na één seizoen in Italië keerde Feiersinger terug naar Duitsland, waar ze zich in 2024 aansloot bij 1. FC Köln. Ze werd direct een vaste kracht in het team en speelde in haar eerste seizoen meer dan twintig competitiewedstrijden.

## Statistieken
| Seizoen | Club                | Land      | Competitie | Wedstrijden | Doelpunten |
| ------- | ------------------- | --------- | ---------- | ----------- | ---------- |
| 2015/16 | FC Bayern München   | Duitsland | Bundesliga | 5           | 0          |
| 2016/17 | SC Sand             | Duitsland | Bundesliga | 17          | 3          |
| 2017/18 | SC Sand             | Duitsland | Bundesliga | 22          | 2          |
| 2018/19 | 1. FFC Frankfurt    | Duitsland | Bundesliga | 21          | 10         |
| 2019/20 | 1. FFC Frankfurt    | Duitsland | Bundesliga | 15          | 5          |
| 2020/21 | Eintracht Frankfurt | Duitsland | Bundesliga | 16          | 5          |
| 2021/22 | Eintracht Frankfurt | Duitsland | Bundesliga | 21          | 0          |
| 2022/23 | Eintracht Frankfurt | Duitsland | Bundesliga | 21          | 1          |
| 2023/24 | AS Roma             | Italië    | Serie A    | 23          | 4          |
| 2024/25 | 1. FC Köln          | Duitsland | Bundesliga | 22          | 0          |
| Totaal  | Totaal              | Totaal    | Totaal     | 192         | 15         |

Laatste update: 27 juli 2025

## Interlandcarrière
Feiersinger maakte haar debuut voor het Oostenrijkse nationale team op zeventienjarige leeftijd tijdens de Cyprus Women's Cup in 2016. Met haar land was ze van de partij op het EK 2017 in Nederland, waarop Oostenrijk de halve finale wist te behalen. Deze ging na penalty's verloren tegen Denemarken. Feiersinger kwam elke wedstrijd in actie voor Oostenrijk op het eindtoernooi.
In 2022 werd Feiersinger eveneens geselecteerd voor het EK 2022 in Engeland, waarin haar land de kwartfinales behaalde.